# Gabriele Haupt
Gabriela Haupt (* 1. März 1942 als Gabriela Nobis in Zwickau) ist eine ehemalige deutsche Skilangläuferin.
Sie startete für den SC Dynamo Klingenthal und international für die DDR. Haupt nahm an den Olympischen Winterspielen 1972 in Sapporo teil. Bei den Weltmeisterschaften 1970 in Strebske Pleso gewann sie in der 3 × 5-km-Staffel gemeinsam mit Renate Fischer und Anna Unger die Silbermedaille. Das war die erste Medaille im nordischen Skisport bei den Frauen für die DDR. Im selben Jahr siegte sie bei den Svenska Skidspelen zusammen mit Anna Unger und Karin Scheidel in der Staffel. Bei den Olympischen Winterspielen 1972 in Sapporo erreichte sie über 5 km Platz 20, über 10 km Platz 18  und mit der Staffel Platz 5. Mit der 3 × 5-km-Staffel ihres Vereins wurde sie viermal DDR-Meisterin, 1971 wurde sie DDR-Meisterin über 10 km Einzel. Hinzu kamen weitere Medaillengewinne.